# 디즈니스 나인 올드 맨
디즈니스 나인 올드 맨(Disney's Nine Old Men) 또는 디즈니의 아홉 노인은 1920년대부터 1980년대까지 스튜디오에서 일했던 월트 디즈니 프로덕션의 핵심 애니메이터 그룹이었다. 아홉 노인 중 일부는 감독으로도 활동하여 백설 공주와 일곱 난쟁이 (영화)부터 생쥐 구조대까지 디즈니의 가장 인기 있는 애니메이션 영화를 제작했다. 이 그룹은 월트 디즈니가 직접 명명했으며 단편영화와 장편영화 모두에서 작업했다. 디즈니는 1950년대 애니메이션 부문에서 그들의 관심이 확대되고 범위가 다양해지면서 점점 더 많은 업무를 그들에게 위임했다. 에릭 라슨은 1986년 위대한 명탐정 바실에서 애니메이션 컨설턴트로 활동한 후 디즈니에서 마지막으로 은퇴했다. 그룹의 9명의 멤버 모두 1989년에 디즈니 레전즈로 인정받았으며 모두 애니메이션 예술에 기여한 데 대한 평생 또는 경력에 대해 [[윈저 맥케이상]을 수상했다.